# Кафедральний собор Памплони
42°49′11″ пн. ш. 1°38′28″ зх. д. / 42.819722222222° пн. ш. 1.6411111111111° зх. д.
Кафедральний собор Памплони (ісп. Catedral de Pamplona, баск. Iruñeko katedrala або Собор Санта-Марія-ла-Реаля (ісп. Catedral de Santa María la Real, баск. Iruñe Jasokundearen katedrala) — римо-католицька церква архієпархії Памплони та Тудели, Наварра, Іспанія. Нинішня будівля собору в готичному стилі побудована в XV столітті замість старого в романському. Археологічні розкопки показала існування у минулому ще двох релігійних споруд на цьому місці. Фасад собору в стилі європейського неокласицизму спроєктував іспанський архітектор Вентура Родрігес в 1783 році.
Через готичний клуатр XIII—XIV століть можна потрапити ще у два приміщення в готичному стилі: каплицю Барбазана, названу ім'ям похованого в ній єпископа Памплони Арнальдо де Барбазана, і трапезну. У соборі коронувалися правителі Наварри, деяких із них у ньому поховані. У XX столітті у Санта-Марія-ла-Реаль відбувалися засідання кортесів Наварри.